# Baylor Scheierman
Baylor Arthur Scheierman (Nebraska, 26 de setembro de 2000) é um jogador norte-americano de basquete profissional que atualmente joga pelo Boston Celtics da National Basketball Association (NBA).
Ele jogou basquete universitário por South Dakota State e pela Universidade Creighton.

## Carreira no ensino médio
Scheierman frequentou a Aurora High School em Aurora, Nebraska, onde jogou basquete, futebol americano, beisebol e golfe. Em sua terceira temporada, ele teve médias de 16 pontos, seis rebotes e seis assistências. Em sua última temporada, Scheierman jogou como quarterback no futebol americano, lançando para 3.942 jardas e 59 touchdowns, um recorde estadual, levando sua equipe ao título.
Na quadra de basquete, ele teve médias de 22,1 pontos, 9,8 rebotes e 6,5 assistências em seu último ano, conduzindo sua equipe até o torneio estadual. Em novembro de 2017, ele se comprometeu a jogar basquete universitário por South Dakota State, afirmando que gostava da atmosfera familiar do programa.

## Carreira universitária
Como calouro, Scheierman teve médias de 6 pontos, 4,7 rebotes e 2,2 assistências com 42,7% de aproveitamento nos arremessos. Ele trabalhou em seu arremesso de longa distância durante o verão. Em 8 de março de 2021, ele marcou um recorde pessoal de 28 pontos em uma derrota na semifinal da Summit League por 90–88 contra Oral Roberts.
Em sua segunda temporada, Scheierman teve médias de 15,4 pontos, 9,2 rebotes e 4 assistências com 49,8% de aproveitamento nos arremessos. Ele foi nomeado para a Primeira-Equipe da Summit League. Em uma vitória por 77–74 contra o Washington State, ele fez um arremesso de três pontos no último segundo.
Em sua terceira temporada, Scheierman foi eleito o Jogador do Ano da Summit League. Ele teve média de 16,2 pontos, liderando a conferência em rebotes (7,8 por jogo) e assistências (4,5 por jogo), com 51% de aproveitamento nos arremessos.
Após sua terceira temporada, Scheierman entrou no portal de transferências da NCAA e também se declarou para o Draft da NBA de 2022, enquanto mantinha sua elegibilidade universitária. Em 3 de maio de 2022, ele se comprometeu com a Universidade Creighton, mas permaneceu no Draft da NBA. Em 24 de maio de 2022, Scheierman retirou seu nome do Draft.
Em sua quarta temporada, ele teve médias de 12,8 pontos, 8,3 rebotes e 3,3 assistências, ajudando Creighton a chegar à Elite Eight do Torneio da NCAA. Scheierman optou por retornar para sua quinta temporada de elegibilidade.
Durante esse quinto ano, Scheierman teve a melhor temporada de sua carreira com média de 18,5 pontos. Ele foi nomeado para a Terceira-Equipe All-American,  para a Primeira-Equipe da Big East e liderou Creighton até o Sweet Sixteen do Torneio da NCAA.

## Carreira profissional

### Boston Celtics (2024–Presente)
Em 26 de junho de 2024, Scheierman foi selecionado pelo Boston Celtics como a 30ª escolha geral no Draft da NBA de 2024. Sua escolha recebeu reações geralmente positivas dos analistas da NBA, que destacaram sua experiência e a adaptação ao estilo de jogo dos Celtics como sinais positivos de que ele poderia contribuir imediatamente para uma equipe que busca defender seu título. Em 6 de julho de 2024, Scheierman assinou um contrato de 4 anos e US$12.8 milhões com os Celtics.

## Estatísticas da carreira
| Ano      | Equipe             | PJ  | PT  | MPJ  | AP   | 3P   | LL   | RT  | AS  | BR  | TO | PPJ  |
| -------- | ------------------ | --- | --- | ---- | ---- | ---- | ---- | --- | --- | --- | -- | ---- |
| 2019–20  | South Dakota State | 32  | 3   | 20.2 | .427 | .247 | .667 | 4.7 | 2.2 | .4  | .2 | 6.0  |
| 2020–21  | South Dakota State | 23  | 23  | 35.2 | .498 | .438 | .845 | 9.2 | 4.0 | 1.0 | .2 | 15.4 |
| 2021–22  | South Dakota State | 35  | 35  | 33.3 | .508 | .469 | .802 | 7.8 | 4.5 | 1.3 | .1 | 16.2 |
| 2022–23  | Creighton          | 37  | 37  | 32.7 | .424 | .364 | .840 | 8.3 | 3.3 | 1.0 | .2 | 12.8 |
| 2023–24  | Creighton          | 35  | 35  | 36.8 | .448 | .381 | .876 | 9.0 | 3.9 | .9  | .1 | 18.5 |
| Carreira | Carreira           | 162 | 133 | 31.6 | .461 | .379 | .806 | 7.8 | 3.5 | .9  | .1 | 13.7 |